# Hirebelaguli, Holenarsipur
Hirebelaguli là một làng thuộc tehsil Holenarsipur, huyện Hassan, bang Karnataka, Ấn Độ.